# Орешкино
Орешкино (мар. Пӱкшерме) — деревня в Медведевском районе Марий Эл Российской Федерации. Входит в состав Шойбулакского сельского поселения.
Численность населения — 148 человек (2014 год).

## География
Располагается в 5 км от административного центра сельского поселения — села Шойбулак.

## История
Деревня впервые упоминается в списках селений Царевококшайского уезда в 1795 году как выселок из деревни Пуланур-Пукшерме (Орешкино). Выселок входил в Ошлинскую волость.
В 1931 году в деревне был создан колхоз «Пукшерме». В 1950 году деревня входила в укрупненный колхоз «За коммунизм», который в 1970 году был преобразован в совхоз «Шойбулакский».

## Население
| 2010 | 2011 | 2012 | 2013 | 2014 |
| ---- | ---- | ---- | ---- | ---- |
| 161  | ↘141 | ↗144 | ↗146 | ↗148 |

Национальный состав на 1 января 2014 г.:
| Национальность | Численность, чел. | Доля    |
| -------------- | ----------------- | ------- |
| всего          | 148               | 100,0 % |
| Марийцы        | 133               | 89,9 %  |
| Русские        | 14                | 9,5 %   |
| другие         | 1                 | 0,7 %   |

## Описание
Улично-дорожная сеть деревни имеет асфальтовое покрытие. Жители проживают в индивидуальных домах, не имеющих централизованного водоснабжения и водоотведения. Деревня газифицирована. Продуктовых магазинов не имеется.